# Agrostocrinum hirsutum
Agrostocrinum hirsutum är en grästrädsväxtart som först beskrevs av John Lindley, och fick sitt nu gällande namn av Gregory John Keighery. Agrostocrinum hirsutum ingår i släktet Agrostocrinum och familjen grästrädsväxter. Inga underarter finns listade i Catalogue of Life.